# Лукман, Томас
То́мас Лу́кман (нем. Thomas Luckmann; 14 октября 1927 года, Югославия — 10 мая 2016 года) — немецкий социолог словенского происхождения, профессор социологии Констанцского университета (ФРГ), ученик и последователь Альфреда Шюца, ведущий представитель феноменологического знания социологии, автор многих работ по социологии повседневности, социологии морали, один из известнейших социологов мира.

## Биография
Я родился (…) в горной местности, там, где
сейчас находится Словения, а тогда это была Словенская часть Югославии. До 1918 г., когда мои родители и ещё раньше их предки — наполовину тирольцы, на половину словенцы — жили в этих местах, эта территория принадлежала Австро-Венгерской Империи. Я пошел в начальную школу в маленьком провинциальном городке, а в гимназии учился уже в Любляне. В 1941 г. мой родной город был захвачен Германией, а Любляну контролировали итальянцы. Я продолжал обучение в немецких школах в Каринтии и Вене. В конце войны, окончив курсы подготовки планеристов, я некоторое время служил в немецких военно-воздушных силах. После войны я недолго учился в Австрии, в Вене и Инсбруке. В начале 1950-х годов я эмигрировал в США. После переезда в Штаты я продолжил учиться и работать.
Мы оба работали — я и моя жена, которую я встретил незадолго до отъезда из Европы (её отец был родом из Латвии, профессор музыки из Риги, мать — полька, из рода Чарторыжских). Потом у нас появились дети, две девочки. Скажем так, не без трудностей мы оба учились в аспирантуре Новой Школы Социальных Исследований в Нью-Йорке (New School of Social Research). Так как я работал дворником, у меня оставалось больше времени на учёбу, чем у моей жены, которая работала секретаршей полный рабочий день. В результате я защитил PhD в тот же год, когда она получила степень магистра. До этого я стал магистром философии в той же Новой Школе. После этого я переключился на социологию.

Из интервью с профессором Томасом Лукманом.

## Работы
- Проблема религии в современном обществе, 1963.
- Социальное конструирование реальности, 1966.

## Русские переводы
- Бергер П., Лукман Т. Социальное конструирование реальности. Трактат по социологии знания. / Пер. Е. Д. Руткевич. — М.: Медиум, 1995. — 323 с.